# San Leonardo (Calangianus)
San Leonardo (IPA : [sanleoˈnardo] Santu Linaldu di Caragnani o Santu Linaldu IPA : [santuˈlɪnalˈdu di karaɲanj] in gallurese) è una piccola località dell'agro del Comune di Calangianus. Sorge nei pressi del Lago Liscia, a circa 4 km dal Monte Muddetru e a circa 8 km da Calangianus, circondato da fitte sugherete ed estesi vigneti, i quali offrono i rinomati vermentini di Gallura D.O.C.

## Storia
San Leonardo è un antico villaggio gallurese sorto nei pressi dell'omonima chiesa seicentesca, una tipica chiesa campestre gallurese affiancata dal piccolo cimitero. I resti del nuraghe San Leonardo dimostrano la presenza di abitanti anche in epoca nuragica.
Il villaggio è costituito diversamente dai normali centri abitati. Le abitazioni sono infatti collegate l'una con l'altra da strade in sterrato le quali conducono alla chiesa, situata nel Parco San Leonardo, ubicata su un piazzale granitico. Oggi è diviso in due parti dalla strada provinciale N. 38, a formare un'analogia alle case sparse.
San Leonardo è una rinomata zona vitivinicola, dove ogni anno si svolge il Vermentino Wine Festival, un festival di degustazione dei vermentini galluresi.
Le festività di San Leonardo si svolgono durante la prima domenica di giugno.

## Monumenti e luoghi d'interesse

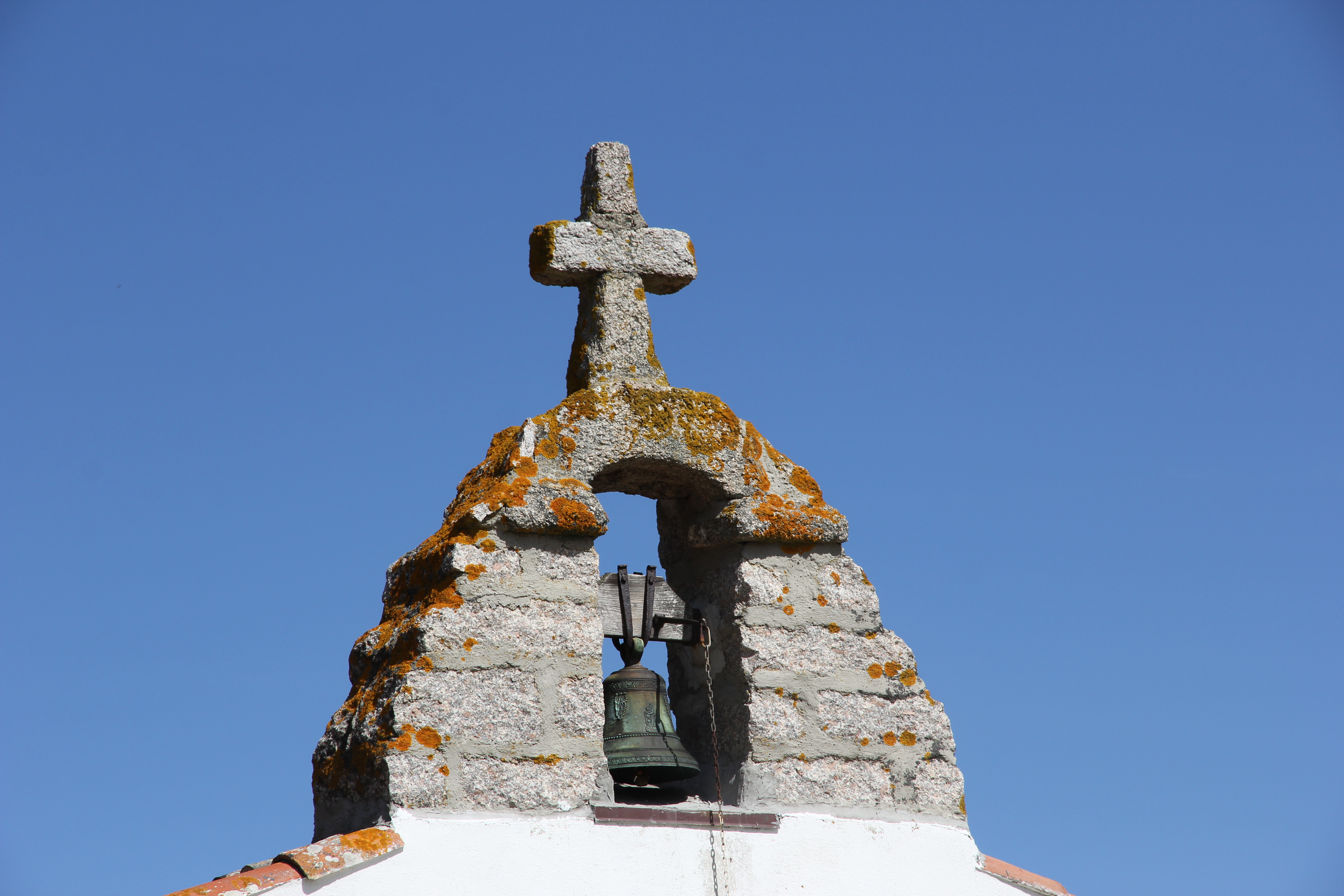
Particolare della Chiesa di San Leonardo di Calangianus.

### Chiesa di San Leonardo
L’edificio, reduce di diversi restauri, si trova in condizioni ottime, seppur sia interamente intonacato. Caratterizzata dalla tipica architettura delle chiese campestri galluresi, la chiesa di San Leonardo presenta un'unica navata, con due archi divisori all'interno. L'altare presenta la nicchia contenente la statua di San Leonardo. All'esterno è situato un piccolo campanile, che sovrasta un portone ligneo.

## Infrastrutture e trasporti

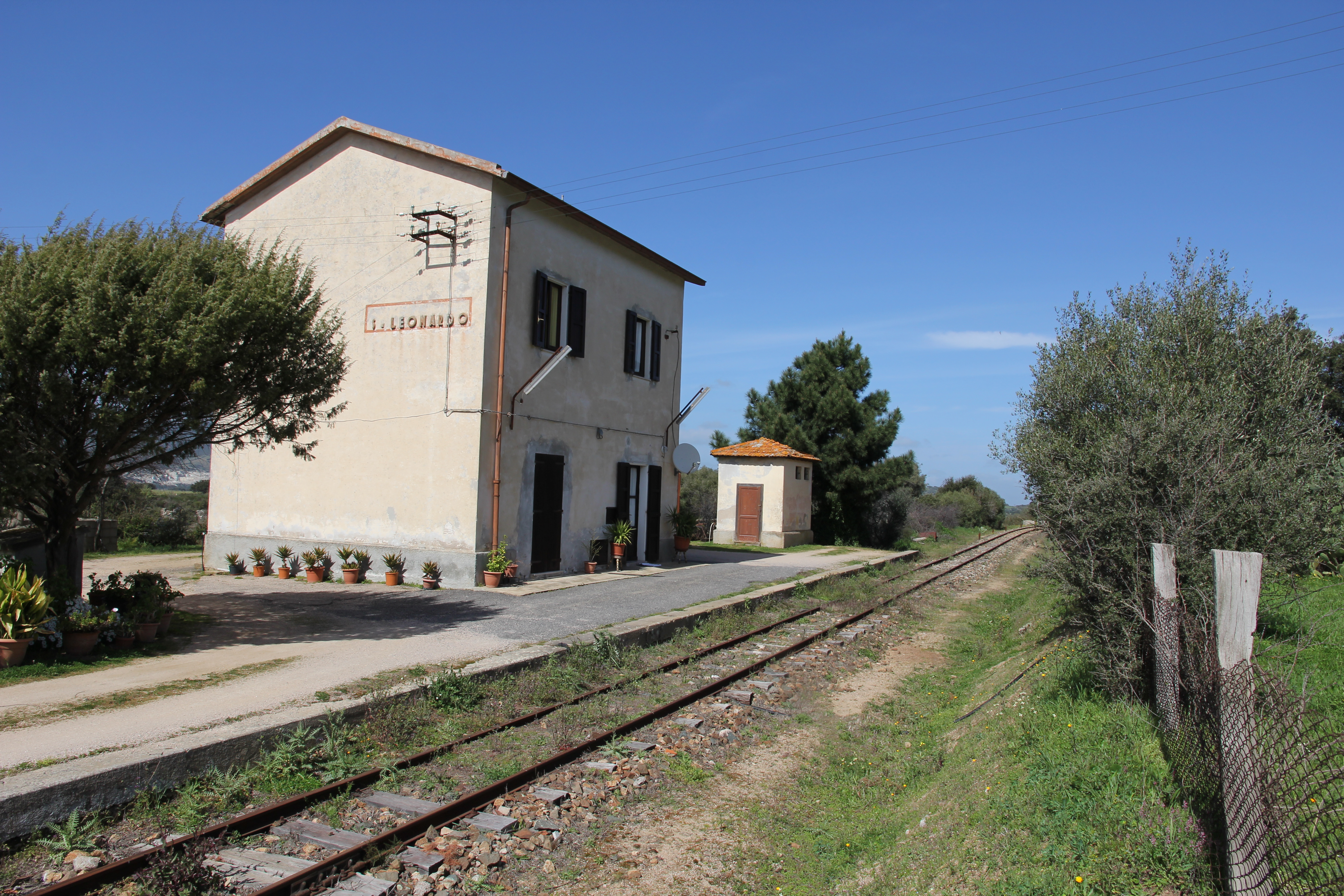
la fermata ferroviaria di San Leonardo di Calangianus

### Ferrovie
La frazione è servita dalla fermata di San Leonardo, situata nel territorio comunale di Calangianus e posta lungo la ferrovia Sassari-Palau e utilizzata in questi tratti fino al 1997 per i servizi di trasporto pubblico e successivamente per esclusivi impieghi turistici legati al Trenino Verde.

### Strade
- La  collega San Leonardo alla rotatoria per Olbia, Sant'Antonio di Gallura, Priatu.